# Strangalidium
Strangalidium is een kevergeslacht uit de familie van de boktorren (Cerambycidae). De wetenschappelijke naam van het geslacht werd voor het eerst geldig gepubliceerd in 1997 door Giesbert.

## Soorten
Strangalidium omvat de volgende soorten:
- Strangalidium chemsaki Giesbert, 1997
- Strangalidium kunaium Giesbert, 1997
- Strangalidium linsleyanum Giesbert, 1985
- Strangalidium nigellum (Bates, 1872)